# Hansi Wendler
Anna Hedwig Hansi Wendler (* 1. Mai 1912 in Berlin; † 12. Dezember 2010 in München) war eine deutsche Schauspielerin.

## Leben

### Karriere
Hansi Wendlers künstlerischer Schwerpunkt lag auf der Bühne. Seit Ende der 1930er Jahre war sie auch als Schauspielerin für Filmproduktionen tätig. Eine ihrer frühesten Filmrollen war die einer Balletttänzerin in Arthur Maria Rabenalts Männer müssen so sein. Selten war sie in Hauptrollen zu sehen, wie etwa unter der Regie von Alois Johannes Lippl in Der Erbförster nach Otto Ludwig. Stattdessen trat sie unter der Regie zahlreicher namhafter Regisseure in Nebenrollen auf. So spielte sie in Gustaf Gründgens’ Zwei Welten, in Géza von Bolvárys Ritorno und Traummusik, in Paul Verhoevens Nacht in Venedig, in Theo Lingens Was geschah in dieser Nacht?, in Philipp Lothar Mayrings Alarm auf Station III sowie in Peter Lorres Drama Der Verlorene.
Zu Wendlers letzten Auftritten zählten die Fernsehdokumentation Höre nie auf anzufangen – Der Ufa-Star Carola Höhn aus dem Jahre 2000 über Carola Höhn, an deren Seite Wendler in Fritz Kirchhoffs Warum lügst du, Elisabeth? spielte sowie 2007 die Dokumentation Displaced Person – Peter Lorre und sein Film „Der Verlorene“.

### Privates
Hansi Wendler war mit dem Regisseur und Drehbuchautor Hans Grimm, mit dem sie gemeinsam lange in der Nähe von Luino lebte, verheiratet. Der gemeinsame Sohn Oliver war ein bekannter Kinderstar, Schauspieler und Synchronsprecher. Der Schwager ihres Mannes war der Regisseur Kurt Hoffmann, unter dessen Regie Wendler in Ich werde dich auf Händen tragen spielte. Am  12. Dezember 2010 starb sie im Alter von 98 Jahren in München.

## Filmografie (Auswahl)
- 1939: Mann für Mann
- 1939: Männer müssen so sein
- 1939: Alarm auf Station III
- 1940: Ritorno
- 1940: Zwei Welten
- 1940: Traummusik
- 1940: Salonwagen E 417
- 1941: Was geschah in dieser Nacht?
- 1942: Zwei in einer großen Stadt
- 1942: Die Nacht in Venedig
- 1943: Leichtes Blut
- 1943: Floh im Ohr
- 1943: Ich werde dich auf Händen tragen
- 1944: Warum lügst Du, Elisabeth?
- 1945: Der Erbförster
- 1951: Der Verlorene
- 1952: Herz der Welt